# Kimcote
Kimcote – wieś w Anglii, w Leicestershire. Leży 17,7 km od miasta Hinckley, 18 km od miasta Leicester i 128,8 km od Londynu. W 1891 roku civil parish liczyła 334 mieszkańców. Kimcote jest wspomniana w Domesday Book (1086) jako Chenemundescote.